# Hayesville (Carolina del Norte)
Hayesville es un pueblo ubicado en el condado de Clay, Carolina del Norte, Estados Unidos. Tiene una población estimada, a mediados de 2021, de 438 habitantes.
Es la sede del condado.

## Geografía
La localidad está ubicada en las coordenadas 35°2′42″N 83°49′5″O / 35.04500, -83.81806 (35.045018, -83.817935). Según la Oficina del Censo, tiene una superficie de 1.65 km², correspondientes en su totalidad a tierra firme.

### Localidades adyacentes
El siguiente diagrama muestra a las localidades en un radio de 24 kilómetros (14,9 mi) de Hayesville.

## Demografía

### Censo de 2020
Según el censo de 2020, en ese momento había 461 personas residiendo en la localidad. La densidad de población era de 279.39 hab./km².
| Raza                   | Núm. | Porc.  |
| ---------------------- | ---- | ------ |
| Blancos                | 420  | 91.11% |
| Afroamericanos         | 6    | 1.30%  |
| Amerindios             | 1    | 0.22%  |
| Asiáticos              | 4    | 0.87%  |
| De otras razas         | 14   | 3.04%  |
| De una mezcla de razas | 16   | 3.47%  |

Del total de la población, el 5.21% eran hispanos o latinos de cualquier raza.

### Censo de 2000
En el 2000, los ingresos promedio de los hogares de la localidad eran de $20,000 y los ingresos promedio de las familias eran de $30,938. Los ingresos per cápita para la localidad eran de $12,281. Los hombres tenían ingresos per cápita por $21,667 frente alos $16,500 que percibían las mujeres. Alrededor del 14.70% de la población estaba bajo el umbral de pobreza nacional.